# Das Runenschwert
Das Runenschwert ist ein Fantasyroman des deutschen Schriftstellers Jörg Kastner und erschien 1997 über den Econ Verlag. Es handelt sich um den fünften Band der neunteiligen Reihe Die Nibelungen. Protagonist ist der niederländische Prinz Siegfried von Xanten, der sich auf die Suche nach dem sagenhaften Runenschwert, das einst seinem Vater Siegmund gehörte, macht. Der Roman behandelt somit die Jugend Siegfrieds, d. h. die Zeit vor seinem Bad im Drachenblut und der Ankunft am Hof in Worms.

## Handlung
Siegfried, Sohn der Xantener Königin Sieglind, lebt, nachdem sein Vater Siegmund im Kampf gegen die Friesen den Tod gefunden hat, bei dem Grafen Reinhold, der ein angesehener Schmied ist. Dort ist – bis auf die stets reich gedeckte Tafel – das Leben bewusst deutlich spärlicher gehalten als am Königshof in Xanten, was Siegfried gefällt. Er hat hier auch Freundschaft mit Wieland, einem dänischen Prinzen, sowie einem dunkelhäutigen Findelkind namens Otter geschlossen, mit denen er viel Zeit in Reinholds Schmiede verbringt.
Von Reinhold, der für ihn wie ein Vater ist, erlernt Siegfried die Schmiedekunst und will sich schließlich ein eigenes Schwert schmieden, jedoch scheitert das Vorhaben, dass seine große Kraft kein Schwert heil lässt. Reinhold erwähnt das Runenschwert, das Siegfrieds Vater einst besessen hatte, dieses soll der Sage nach von Wodan selbst, dem Ahnherrn des Xantener Königshauses, stammen. Der König hatte damals, als er tödlich verwundet gewesen war, noch erkannt, dass er die Macht des Schwertes missbraucht hatte und zerbrach es vor seinem Tod daher in zwei Teile. Siegfried erfährt, dass Reinhold und Siegfrieds Onkel Grimbert, die beide im Krieg an seiner Seite waren, die Überreste des Schwertes an zwei schwer unzugänglichen Orten verborgen haben.
In Siegfried keimt der große Wunsch, das verschollene Schwert seines Vaters wieder zusammenzusetzen. Als ihm Reinhold schließlich sagt, wo sie damals die Teile hingebracht haben, bricht Siegfried am Abend heimlich auf und begibt sich zur sogenannten Wolfsburg, dem früheren, längst verlassenen Stammsitz seiner Familie. Dort findet er, wie von Reinhold beschrieben, einen Teil des Schwertes in einer mächtigen im Burghof befindlichen Eiche, dem sogenannten Kinderbaum, stecken. Auf dem Weg dorthin wird er jedoch von einem ungewöhnlichen Wolf, der nur über ein einziges Auge verfügt, angegriffen und kann nur mit der Hilfe eines plötzlich auftretenden Falken, der ein auffällig rötliches Gefieder besitzt, das Untier besiegen. Danach zieht er den Schwertgriff aus dem Stamm und begibt sich zurück zum Hof von Reinhold.
Kurz darauf muss Siegfried zurück nach Xanten, weil ein Besuch des friesischen Königs Hariolf ansteht, wobei er von Reinhold begleitet wird. Sieglind hofft, das Verhältnis zwischen beiden Reichen zu verbessern, denn nicht nur hat Siegfried seinen Vater im fünf Jahre zurückliegenden Krieg verloren, die Niederländer hatten schwer bei den Friesen gewütet, bei der Plünderung eines Nonnenklosters fand Hariolfs Gattin Amata den Tod. Die Friesen erscheinen mit einer großen Kriegsflotte, was Reinhold sichtlich beunruhigt, vor allem weil bestehende Grenzstreitigkeiten mit den Friesen nach wie vor bestehen. Während Hariolf und sein Sohn Harko recht kühl wirken, macht Prinzessin Amke einen ganz anderen Eindruck. Siegfried ist das junge Mädchen sehr angenehm, Sieglinde bringt sogar eine mögliche Ehe zwischen ihr und Siegfried ins Spiel, um dauerhaften Frieden zwischen beiden Reichen zu ermöglichen.
Als die friesischen Gäste zu einer Jagd eingeladen werden, nutzt Siegfried, der zurück am Hof bleibt, die Gelegenheit, nun auch den zweiten Teil des Schwertes in seinen Besitz zu bringen. Er bricht zum sogenannten Schlangenfelsen, einer auffälligen Felsformation auf. Er bemerkt, dass Amke ihm heimlich gefolgt ist und will sich erst verstecken, als jedoch ein Bär auftaucht, greift Siegfried ein und vertreibt das wilde Tier. Er sagt Amke nicht, was genau er hier sucht, sie soll draußen warten, während Siegfried alleine in die Höhle eindringt. Dort stößt er auf eine Reihe von Schlangen und gerät in arge Bedrängnis und kann durch Amke gerettet werden, die beschlossen hatte, ihm doch zu folgen. Sie gehen gemeinsam weiter in die Höhle vor und stoßen auf einen unterirdischen See, wo auf eine Felsen in der Mitte ist. Als Siegfried rüberschwimmen will, wird er von einer großen Wasserschlange, die – wie zuvor der Wolf – ebenfalls nur über ein Auge verfügt. Erneut taucht der rote Falke auf, der in den Kampf eingreift, so dass Siegfried die Schlange schließlich mit seinem Speer töten kann. Er nimmt anschließend die zweite Schwerthälfte auf sich und verstaut diese. Amke gegenüber lässt er nicht durchblicken, was es damit auf sich hat. Sie begeben sich nach draußen und begeben sich zum Lager der Jagdgesellschaft, wo Amke bereits vermisst wurde. Es kommt zu einem Streit zwischen Siegfried und Harko, der in einer Schlägerei endet. Der Friese Unno greift ein und kann Schlimmeres verhindern. Zwischen Harko und Siegfried ist nun eine erbitterte Feindschaft entstanden, Amke zeigt sich sichtlich enttäuscht von Siegfried, den sie bisher leiden konnte.

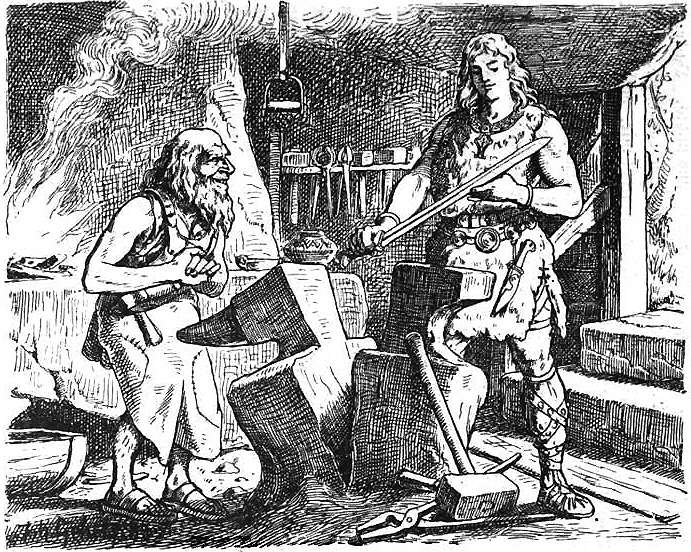
Siegfried, der sein neues Schwert prüft auf einer Darstellung von Johannes Gehrts von 1901, das den durchgeschlagenen Amboss zeigt. Das bekannte Motiv der Nibelungensage wurde verschiedenfach verarbeitet, Kastner verlegt es in Das Runenschwert in einen höfischen Kontext.

Siegfried begibt sich schließlich zurück zur Schwertberg. Da er in wenigen Tagen die Schwertleite empfangen wird, somit ein Ritter ist und seine Mutter zudem plant, ihn zum Herrscher der Niederlande zu machen, will Siegfried das Runenschwert für diesen Anlass wieder vervollständigen. Er fürchtet jedoch, alleine etwas falsch zu machen und vertraut sich Reinhold an. Dieser zeigt sich erstaunt, dass Siegfried die beiden Teile wirklich an sich gebracht hat, ist aber bereit, ihm zu helfen. Die beiden begeben sich des Nachts in die Schmiede und vollbringen das Werk. Als Siegfried das fertige Schwert am Amboss testet, zerbricht dieses nicht, wie es bei früheren Schwertern der Fall war, sondern schneidet sich ohne Mühe durch den Amboss. Reinhold rät Siegfried, an einem abgelegenen Platz den Umgang mit dem Schwert zu üben.
Als Siegfried sich an einem solchen befindet, erscheint zu seiner Verwunderung Harko, der behauptet, ein Bote Siegfrieds hätte ihn nach hier bestellt. Siegfried sagt, dass er dies nicht getan hat, Harko glaubt nun, dass Siegfried sich einen Scherz mit ihm erlaubt. Es kommt zum Streit und als Siegfried sein Schwert einsetzt, zerschlägt dieses das von Harko und trennt diesem den Kopf vom Rumpf. Siegfried steht fassungslos darüber, was eben geschehen ist, noch bei der Leiche, bis Onno mit einigen Kriegern auftaucht. Sie nehmen den Leichnam des Prinzen mit und Onno meint zu Siegfried, dass damit nun die Bemühungen beider Seiten auf Frieden dahin seien.
Die Friesen verlassen Xanten und begeben sich mit ihren Schiffen auf dem Rhein zurück nach Norden. Bei einer engen Stelle im Rhein werden sie von Truppen, die von Reinhold geführt werden, angegriffen. Viele friesische Schiffe werden zerstört, die Niederländer haben zudem Amke geraubt. Zurück am Hof ist Siegfried zornig über den Angriff, Reinhold argumentiert habe, dass nach Siegfrieds Tat ein Krieg unausweichlich war und er die Niederlande nun in eine bessere Position gebracht habe. Vor allem Amke als Geisel brächte einen entscheidenden Vorteil. Siegfrieds Mutter will ebenfalls, dass Siegfried sich aus der Sache heraushält, auch wird es ihm nicht gestattet, Amke zu sehen, da Reinhold fürchtet, er könnte unbedacht wichtige Informationen ausplaudern.
In seiner Kammer bemerkt Siegfried ein Pergament, auf dem eine in fehlerfreiem Latein verfasste Nachricht steht: Jemand, der sich Vagabundus nennt, möchte, dass in der Nacht in eine bestimmte Schenke in der Stadt kommt, wenn er will, dass der drohende Krieg noch verhindert werden soll. Siegfried weiß nicht, wer Vagabundus sein soll, macht sich aber später auf den Weg. Er begibt sich in die Schenke, die sich in einem schäbigen Teil der Stadt befindet, wo viele Huren und Bettler auf den Straßen sind. Der Wirt führt in eines der Zimmer, wo Vagabundus ihn erwartet. Es handelt sich dabei zu Siegfrieds Überraschung um seinen Oheim Grimbert, der schon länger nicht mehr am Hof gesehen wurde. Dieser eröffnet ihm auch, dass Reinhold die ganze Zeit über ein falsches Spiel gespielt hat: Er war es, der Harko ausrichten ließ, dass Siegfried ihn angeblich sehen wollte, weil er wusste, dass es eskalieren würde. Er wollte zudem, dass Siegfried die von zwei Tieren Wodans bewachten Schwertteile für ihn holt und wollte das Runenschwert aber für sich, jedoch brauchte er Siegfried, um den Krieg gegen die Friesen vom Zaun zu brechen. Zudem erfährt er, dass sein Vater Siegmund gar nicht bei den Friesen gestorben ist, sondern noch lebt. Sein Tod wurde damals vorgetäuscht, da man davon ausging, dass mit ihm als König die Friesen aufgrund des Geschehenen niemals bereit wären, einen Friedensschluss einzugehen.
Reinhold erscheint im Beisein von Kriegern, Grimbert muss erkennen, dass sie in eine Falle gelaufen sind. Sie wehren sich, können aber am Ende überwältigt werden. Reinhold nimmt das Runenschwert an sich, Siegfried erfährt nun auch, dass der rote Falke, der ihm zweimal beistand, von diesem geschickt worden war. Es stellt sich nun heraus, dass der Graf ein Anhänger des Feuergottes Loki, der gegen die restlichen Götter intrigiert, ist und dass Reinhold ebenso hinter einer Reihe von Kirchenbränden und Morden an christlichen Geistlichen steckt. Auch der rötliche Falke, der Siegfried zweimal Beistand leistete, stammte von ihm.
Siegfried und sein Oheim werden gefangen genommen, offiziell wird behauptet, Siegfried sei von den Friesen entführt worden. Während der Gefangenschaft erzählt Grimbert Siegfried, dass Reinhold plant, sowohl die Niederlande als auch Friesland zu schwächen, um sich dann selbst zum Herrscher über beide Gebiete zu machen. Siegfrieds Schmiedegesellen Wieland und Otter, die von Reinholds Plänen erfahren haben, retten die beiden. Grimbert führt sie danach zu einer versteckten Festung, wo Heiden leben. In der dortigen Schmiede stellen sie einen Schild her, mit dem sich Siegfried Reihold entgegenstellen soll. Er verziert diesen mit Runen und weiht ihn anschließend den Göttern.
Inzwischen sind die Friesen mit ihrem Heer angerückt und haben bereits niederländischen Boden betreten. Reinhold gelingt es während der Schlacht, Onno zu töten. Das Kriegsglück steht inzwischen sehr auf Seiten der Niederländer, als Siegfried auftaucht und sich Reinhold zum Kampf stellt. Als das Runenschwert auf Siegfrieds Runenschild kracht, wird die Magie beider Gegenstände aufgehoben, das Runenschwert zerbricht erneut. Im anschließenden Kampf tötet Siegfried schließlich den Mann, der lange Zeit für ihn wie ein Vater gewesen war. König Hariolf, der nun weiß, dass es Reinhold war, der hinter allem steht, bricht daraufhin seinen Feldzug ab. Zwischenzeitlich wurde auch Amke befreit. Es herrscht anschließend wieder Frieden zwischen beiden Reichen, wenngleich keine Freundschaft entstehen kann, da Hariolf den Tod seines Sohnes nicht verzeihen kann.
Siegfried rudert später mit Grimbert auf den Rhein hinaus und versenkt dort die beiden Teile des Schwertes in dessen Fluten. Sich selber will er für die nun kommende Schwertleite ein neues Schwert schmieden.

## Hintergrund
Ursprünglich war vorgesehen, dass Franjo Terhart einen Roman über den jungen Siegfried mit dem Titel „Der Runenkrieg“ schreibt, die Ankündigung findet sich dabei in der Originalausgabe von Meyers Der Rabengott bei der am Ende des Buches angefügten Ankündigung von anderen Bänden der Reihe. Der Text dazu lautete: „Siegfried ist ein wilder, verwegener Junge, als er allein zu einem legendären Runenmeister zieht. Der Alte soll ihm beibringen, wie er ein Schwert schmiedet, das ihn unbesiegbar macht. Das erste große Abenteuer Siegfrieds im Land der Nibelungen, voller Witz und Spannung erzählt.“ Das Covermotiv ist dabei mit dem von Kastners Das Runenschwert identisch.
Kastner schrieb später noch eine Kurzgeschichte mit dem Titel „Der Drachentöter“, in der erneut der junge Siegfried aus „Das Runenschwert“ Protagonist ist, die Erzählung stellt gewissermaßen eine Fortsetzung zum Roman dar. Sie wurde 2002 in der im Knaur-Verlag herausgegebenen Anthologie „Feueratem. Das Große Drachen-Lesebuch“ veröffentlicht.
2017 wurde der Roman mit einem veränderten Design und als eigenständiger Roman neu als E-Book herausgegeben.

## Rezeption
Das Magazin Wunderwelten, das damalige Hausmagazin von Fantasy Productions, urteilte in einem Beitrag über die Reihe, dass Kastners Roman im Gegensatz zu Meyers „Der Rabengott“ und Hennens „Das Nachtvolk“ qualitativ abfalle: „Allzu klischeehaft und an Heftromanen orientiert sind Kastners Sprache und seine Charaktere. Die kaum umwerfende Grundidee, nun wahrlich nicht gerade neu, wurde mit geballter Action überdramatisiert.“ Handwerklich sei es allerdings „ein routiniert heruntergeschriebener, spannender Actionroman.“

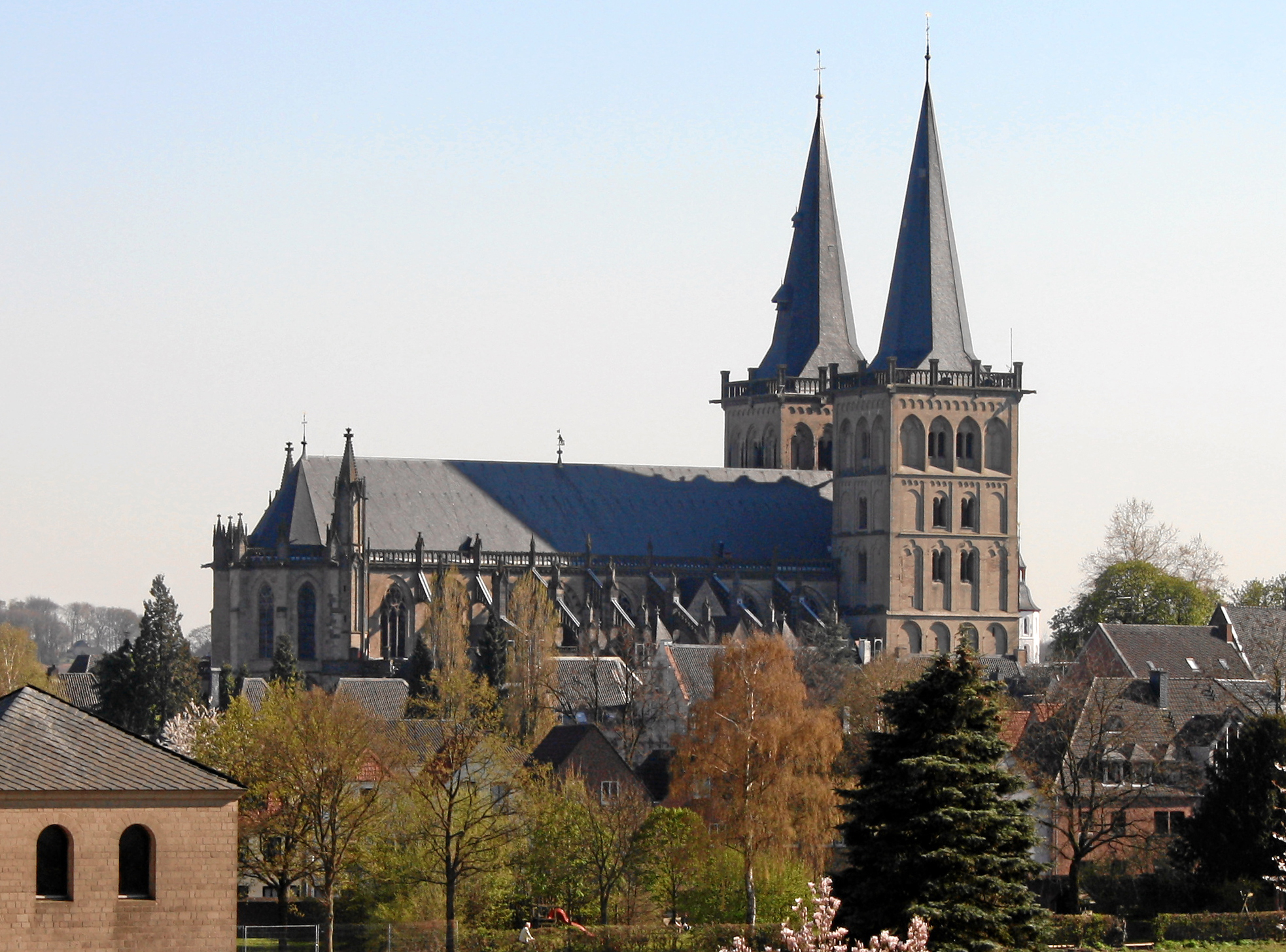
Der Xantener Dom als später im Nibelungenlied bedeutender Schauplatz befindet sich in Kastners Roman erst noch in seiner Bauphase.

Die Neue Ruhr Zeitung bemängelte, dass Kastner zu wenig auf das mittelalterliche Setting eingehen würde: „Die Liebe zum geschichtlichen Detail gehört nicht zu Kastners Steckenpferden. Bunter und lauter Marktrubel am Hofe von Xanten – ein Absatz. Der Bau des Doms – sechs kärgliche Zeilen. Schade.“ Der Roman sei aber „eher im Bereich der Fantasy-Geschichten“ angesiedelt: „Dunkle Mächte, Donnerpferde und düstere Gestalten. Der Rhein plätschert irgendwo zwischen Königsburg und Königswald. Viel sieht man nicht von ihm. Ist ja auch meist zappenduster um Siegfried.“ Der Roman ziele darauf ab, beim Leser eine Gänsehaut zu erzeugen, die auftretenden Figuren hingegen hätten wenig Tiefgang: „Sind so hölzern und eindimensional wie in einem zweitklassigen Italo-Historienfilm. Jung-Siegfried ungestüm, die Freunde treu, die Freundin keck (wenn Ehefrau Kriemhild das wüßte!), der unbekannte Rächer grausam und die Helden-Mutter schön und gütig.“ Allerdings wird das letzte Drittel des Romans inhaltlich als eine nette Überraschung bezeichnet: „Ganz so einfach ist das Strickmuster doch nicht.“
Eine spätere Rezension in derselben Zeitung kritisierte, dass der in Xanten und Umgebung spielende Roman wenig mit der Stadt selbst als auch dem Nibelungenlied selbst gemeinsam zu tun habe. Es „kommt die Siegfried-Stadt drin vor und ist gar nicht wiederzuerkennen mit Königshof und Hafenviertel im Rotlichtmilieu. Jung-Siegfried darf sich noch nicht des tapferen Drachenkampfes rühmen, muß sich stattdessen mit Dirnen und ihren Zuhältern prügeln.“ Weder Xanten noch das Nibelungenlied selbst würde man im Roman wiedererkennen. „Der Autor Jörg Kastner (Jahrgang 1962) vermittelt mehr den Eindruck als habe er sich mit Phantasy- [sic!] und Mystery Billigprodukten überfüttert und sie in 'Das Runenschwert' wieder von sich gegeben.“

## Sonstiges
Die Friesen, die im Roman als Nachbarn und Kriegsgegner der Niederlande auftreten, spielen im Nibelungenlied selbst keine Rolle. Siegfried unterstützt dort in der Schlacht Burgund gegen die angreifenden Heere der Dänen und Sachsen.

## Ausgaben
- Jörg Kastner: Das Runenschwert (Die Nibelungen), Econ Taschenbuch Verlag, Düsseldorf 1997.
- Jörg Kastner: Das Runenschwert, hockebooks, München 2017 (E-Book).